# جنجاويد
«جنجاويد» أو جنجويد مصطلح سوداني مكون من مقطعين هما: «جن» بمعنى جني، ويقصد بها أن هذا الجني (الرجل) يحمل مدفعا رشاشا من نوع «جيم 3» المنتشر في دارفور بكثرة، و«جويد» ومعناها الجواد. ومعنى الكلمة بالتالي هو: الرجل الذي يركب جوادا ويحمل مدفعاً رشاشا.
كلمة جنجويد تعني كما ذكر سابقاً (جن راكب جواد يحمل مدفع جيم 3) وترمز للرجال الذين يقاتلون من فوق الخيل ويحملون الـ ج3 (البندقية الآلية المعروفة) والكلمة تأتي من (جنجد) حسب رواياتهم وتعني (النهب) حيث أنهم منذ سنوات عديدة يحترفون النهب المسلح بمنطقة دارفور، ويقولون (نمشي نجنجد) أي ننهب ومنها أتت تسميتهم بالجنجويد.
لا يقصد بهم قبيلة معينة او فصيل معين وكان يطلق على كل من يحمل تلك الصفات، وكل هذه القبائل الأفريقية تستخدم اللغة العربية كلغة تخاطب فيما بينهم مع وجود لهجات خاصة بكل قبيلة.. نجد أن طبيعة عمل الجنجويد معظمها رعي الماشية والبدوية وخاصة الإبل والأبقار والزراعة في مناطق ضيقة داخل أو حول مساكنهم لاكتفاء الأسرة المحدود ولترحالهم الدائم، ويطلق كذلك على كل البدو الذين لهم تلك الصفات من العرب او الأفارقة وقليل منهم يسكن المدن، فهم رحّل (دائمي الترحال) ومنهم من يمتهن النهب لجلب القوت له ولأسرته.
وقد ارتبط هذا المصطلح بأزمة دارفور بشكل كلي، إذ ينسب سكان دارفور من ذوي الأصول الإفريقية هذا المسمى لميلشيات شبه منظمة وذات أصول عربية تعمل على فرض سطوة الحكومة المركزية على الإقليم، وتتهم أيضاً بتنظيم عمليات اغتصاب وإبادة جماعية ضد السكان الأصليين. ويذكر أنها من الأسباب المباشرة لتفجر قضية دارفور بالمحافل العالمية، فضلاً عن ما يعانيه سكان دارفور من التهميش الحكومي وانعدام البنية التحتية.
قوات الدعم السريع (جنجاويد)
بتفكك الدفاع الشعبي أصبح الجيش السوداني أعزل يقاتل ميليشيا قرنق في حرب عصابات معقدة في جنوب السودان، تعجز عن خوضها الجيوش النظامية، خصوصًا في جنوب السودان حيث تخاض المعارك في الغابات، وفي النهاية بعد شد وجذب وضغوط أمريكية وقع اتفاق سلام بين الحكومة وقرنق تضمن حق تقرير المصير لجنوب السودان، وانتهت الحرب التي استمرت من 1955 م وحتى 2005 م كأطول حرب أهلية في أفريقيا.
انفجرت أزمة دارفور بعد انتهاء حرب جنوب السودان ولأن الحرب كانت في ذلك الإقليم حرب عصابات أو ما يطلق عليها حرب الغوريلا، احتاجت القوات المسلحة إلى قوات مساندة لمكافحة التمرد فأنشأت قوات شعبية من قبل بعض القبائل الموالية للدولة لمكافحة التمرد في عملية مشابهة لتجربة الصحوات في العراق، التي استطاعت تدمير القاعدة واشتهرت هذه القوات عالميًا باسم قوات الجنجويد.
اضطرت الدولة لإعادة هيكلة قوات الدعم السريع ونزع صفة القبلية عنها بعدما زخرت أدراج مجلس الأمن والجنائية الدولية بما ارتكبته هذه القوات من فظائع
استطاعت القوات (الأهلية) تدمير الحركات المتمردة واستعادة كل الأراضي التي سيطروا عليها، لكن كانت التكلفة الوطنية باهظة، فقد تورطت هذه الميليشيات التي تعمل بإشراف الدولة في انتهاكات جسيمة بحق المدنيين، مما أدى لاحقًا إلى إحالة ملف دارفور إلى محكمة الجنايات الدولية والتي أصدرت أمر توقيف بحق الرئيس السوداني كسابقة دولية لم تحصل من قبل، وهي اتهام محكمة دولية لرئيس دولة وهو على رأس عمله ويتمتع بالحصانة الدبلوماسية.
اختارت الدولة في السنوات الأخيرة هيكلة هذه القوات الشعبية وتحويلها إلى قوات قومية، فهيكلتها تحت اسم قوات الدعم السريع، بإشراف جهاز الأمن السوداني، وألغي الطابع القبلي لهذه القوات بإدخال أبناء مختلف القبائل السودانية شرقًا وغربًا بقيادة الفريق محمد حمدان حميدتي.
لقد كان المجتمع الدولي رافضًا لهذه القوات منذ نشأتها الأولى، ولذلك زخرت محاضر مجلس الأمن ومجالس حقوق الإنسان بعشرات التوصيات التي تدعو لحل هذه القوات واصفةً إياها بالميليشيا (القبلية)، ولكن هذا الوضع لم يستمر طويلًا فقد انفجرت أزمة اللاجئين غير الشرعيين في 2015م، ومعها ظهر التهديد الإرهابي لتنظيم داعش في ليبيا مما جعل الغرب يغيّر رأيه وموقفه من القوات ومن النظام الذي يستند عليها.

## تمرد قوات الدعم السريع
في الساعات الأولى من صباح اليوم الخميس  13-04-2023 أصدرت القيادة العامة للقوات المسلحة السودانية بيانا ادانت فيه قيادة قوات الدعم السريع بتحشيد قواتها والانفتاح داخل العاصمة وبعض المدن وكانت منطقة مروي شهدت توترا بين الدعم السريع والجيش، بعدما وصلت قوة قوامها أكثر من 100 سيارة من الدعم السريع إلى مدينة مروي حيث ان قوات الجيش السوداني رفضت تمركز قوات الدعم السريع في المنطقة. وقالت قيادة القوات المسلحة السودانية ان هذه التحركات والإنفتاحات تمت دون موافقة من قيادتها أو مجرد التنسيق معها وأن هذه الانفتاحات وإعادة تمركز الدعم السريع يخالف مهام ونظام عمل قوات الدعم السريع، وفيه تجاوز واضح للقانون ومخالفة لتوجيهات اللجان الأمنية بالقيادة العامة وطالبت من قوات الدعم السريع الانسحاب من مناطق تمركزها الجديدة في مروي في غضون 24 ساعة، وإن لم تفعل فسيتم إجبارها على ذلك . ورغم تحذيرات الجيش، إلا أن قوات الدعم السريع لم تنسحب ما دفع الجيش إلى الانتشار هناك تحسبا لأي انفلات أمني.
كما ان الجيش السوداني بسبب قلقه من نوايا الفريق محمد حمدان حميدتي قام بنشر المزيد من الجنود في الخرطوم ووضعهم في حالة تأهب. ويُمثّل البيان خلافا علنيا نادرا بين الجيش السوداني وقوات الدعم السريع، حيث كانت تعتبر مجموعة شبه عسكرية تعمل في السودان بموجب قانون خاص تحت تسلسل قيادي خاص بها.
في صباح يوم 15-04-2023 استيقظ السودانيون السبت على وقع معارك حربية في الخرطوم ومدينة مروي ومناطق أخرى وحاصرت قوات الدعم السريع القيادة العامة السودانية وجميع المرافق الحكومية و الاستراتيجية واندلعت اشتباكات بين الجيش السوداني و المتمردين في مناطق متفرقة في العاصمة السودانية الخرطوم وتصاعدة وتيرة الاشتباكات وانتقلت الى مدن العاصمة الاخرى ام درمان و الخرطوم بحري وتعرض منزل القائد العام للقوات المسلحة السودانية عبد الفتاح البرهان لهجوم من قبل قوات الدعم السريع واتهم الجيش السوداني قوات الدعم السريع بمهاجمة قواته في المدينة الرياضية ومواقع اخرى وقال إن الجيش يتصدى لها.
في يوم 17-04-2023 اصد البرهان القائد الاعلى للقوات المسلحة السودانية أمرا بحل قوات الدعم السريع.
1. ↑  "Page not found". مؤرشف من الأصل في 2020-04-14. اطلع عليه بتاريخ 2016-08-26. {{استشهاد ويب}}: الاستشهاد يستخدم عنوان عام (مساعدة)
2. ↑  Sudan's Janjaweed Militia نسخة محفوظة 05 نوفمبر 2013 على موقع واي باك مشين. [وصلة مكسورة]
3. ↑  "Janjaweed 'leader' denies genocide". 14 نوفمبر 2004. مؤرشف من الأصل في 2017-08-28. اطلع عليه بتاريخ 2016-08-26 – عبر bbc.co.uk.
4. ↑  "الدعم السريع: ماذا تعرف عن قوات البشير الحاسمة في اليمن؟ – إضاءات". إضاءات (بar-AR). 17 Aug 2017. Archived from the original on 2019-04-25. Retrieved 2018-08-25.{{استشهاد بخبر}}:  صيانة الاستشهاد: لغة غير مدعومة (link)
5. ↑  "السودان: تواصل الاشتباكات بين الجيش وقوات الدعم السريع رغم دخول الهدنة حيز التنفيذ - BBC Arabic". BBC News Arabic (بar-AR). Archived from the original on 2024-02-16. Retrieved 2024-02-16.{{استشهاد ويب}}:  صيانة الاستشهاد: لغة غير مدعومة (link)
6. ↑  "خلافات الجيش و"الدعم السريع" تثير المخاوف في السودان". BBC News عربي. 13 أبريل 2023. مؤرشف من الأصل في 2023-07-28. اطلع عليه بتاريخ 2024-02-16.
7. ↑  "غضب في السودان مع اندلاع اشتباكات بين الجيش وقوات الدعم السريع". BBC News عربي. مؤرشف من الأصل في 2023-07-26. اطلع عليه بتاريخ 2024-02-16.
8. ↑  "السودان: تواصل الاشتباكات بين الجيش وقوات الدعم السريع رغم دخول الهدنة حيز التنفيذ - BBC Arabic". BBC News Arabic (بar-AR). Archived from the original on 2023-04-20. Retrieved 2024-02-16.{{استشهاد ويب}}:  صيانة الاستشهاد: لغة غير مدعومة (link)
9. ↑  "الخلاف بين الجيش والدعم السريع يضع السودان أمام منعطف خطر". https://www.alanba.com.kw (بar-kw). Archived from the original on 2023-05-14. Retrieved 2024-02-16. {{استشهاد ويب}}: روابط خارجية في |صحيفة= (help)صيانة الاستشهاد: لغة غير مدعومة (link)

## وصلات خارجية
- "Darfur Documents Confirm Government Policy of Militia Support", هيومن رايتس ووتش July 20, 2004
- "Painful legacy of Darfur's horrors: Children born of rape" by Lydia Polgreen, International Herald Tribune, February 12, 2005
- "Who Are the Janjaweed? A guide to the Sudanese militiamen" by Brendan I. Koerner, سلايت (مجلة), July 19, 2005
- "Who are the Darfurians? Arab and African Identities, Violence and External Engagement" بي دي إف  (313 KiB) by Alex de Waal, SSRC and GEI, Harvard, undated